# Francheval

Francheval este o comună în departamentul Ardennes din nordul Franței. În 1 ianuarie 2022 avea o populație de 590 de locuitori.